# Australobarbarus
Australobarbarus è un genere estinto di terapsidi, appartenente ai dicinodonti. Visse nel Permiano superiore (circa 258 - 255 milioni di anni fa) e i suoi resti fossili sono stati ritrovati in Russia.

## Descrizione
Questo animale, come tutti i dicinodonti, possedeva un becco simile a quello di una tartaruga. Australobarbarus possedeva un cranio piuttosto lungo e basso, dalla regione posteriore allargata. Il muso era corto e largo, dotato di un becco corneo piuttosto largo e poco tagliente; al contrario di altre forme simili come Endothiodon o Tropidostoma, sembrerebbero essere state assenti le due zanne simili a canini nella mascella superiore, anche se il processo caniniforme era comunque presente. Le ossa parietali erano strette e compresse tra le ossa postorbitali. Il corpo era a forma di botte, allungato e sorretto da quattro brevi arti robusti e sporgenti dai lati del corpo. La lunghezza dell'animale poteva superare il metro e venti.

## Classificazione
Australobarbarus è un rappresentante piuttosto arcaico dei dicinodonti, il grande gruppo di terapsidi erbivori tipici del Permiano e del Triassico. In particolare, le affinità di Australobarbarus vanno ricercate nel gruppo comprendente forme sudafricane come Oudenodon e Tropidostoma. Secondo alcune analisi cladistiche, Australobarbarus sarebbe il sister taxon di quest'ultimo (Angielczyk e Rubidge, 2010; Kammerer et al., 2013). 
Australobarbarus venne descritto per la prima volta nel 2000, sulla base di resti fossili ritrovati in Russia, nella regione di Kirov. Al genere Australobarbarus sono state ascritte due specie: la specie tipo è Australobarbarus kotelnitschi, mentre A. platycephalus sembrerebbe essere stata più piccola, robusta e dotata di una sinfisi mandibolare più arcuata.